# Гідромагнезит
Гідромагнезит (рос. гидромагнезит; англ. hydromagnesite; нім. Hydromagnesit m, Hydromagnesitspat m) — мінерал і суміш мінералів.

## Загальний опис
1) Мінерал, водний гідроксилкарбонат магнію острівної будови. Хімічна формула: Mg5(CO3)4(OH)2х4H2O. Містить (%): MgO — 44,14; CO2 — 36,14; H2О — 19,72. Домішки: Са. Сингонія моноклінна. Дрібні пористі кристали або крейдоподібні кірки. Твердість 3,5. Густина 2,1-2,3. Блиск скляний, у агрегатів — землистий. Колір білий. Прозорий. Утворюється при вивітрюванні ультраосновних магнезіальних вивержених порід. Зустрічається в низькотемпературних прожилках та кірках в серпентинітах та інших магнезіальних породах в асоціації з інш. карбонатними матеріалами. Рідкісний.
2) Суміш магнезиту з кальцитом.